# Saint Michel (Mônaco)
Saint Michel é um bairro do principado de Mónaco. Zona residencial, faz parte do tradicional bairro de Monte Carlo.